# Павло Гуїн
Павло Маріа Йосеф Антонін, граф Гуїн (чеськ. Pavel Maria Josef Antonín, hrabě Huyn, 17 лютого 1868, Брно — 1 жовтня 1946, Больцано) — 9-й єпископ Брно (1904—1916), 30-й архієпископ Праги (1916—1919) і латинський патріарх Олександрії в 1921—1946 роках.

## Рання біографія
Павло Гуїн народився в Брно в німецькомовній дворянській родині ймовірно фламандського походження. Його батько Йоганн Карл, граф Гуїн (1812—1889), був генералом австрійської армії. Вибравши церковну кар'єру, Павло Гуїн відправився вивчати теологію в єзуїтський коледж в Інсбрук, потім в Рим. Успішно захистив три докторські дисертації — у галузі філософії (в 1889 році), в області теології (в 1895 році) і з канонічного права. 7 червня 1892 року в Інсбруку був висвячений на священика і в 1898 році вступив на службу в дієцезії Брно спочатку в якості замкового капелана в Кршетіне, потім в Просімнержіце і нарешті став пастором приходу в Бегаржовіце (Зноймо).

## Єпископ Брно
У 1904 році єпископ Брно Франтішек Салескій Бауер став архієпископом Оломоуца, а на його місце 17 квітня 1904 року було призначено Павла Гуїна. Його служіння в якості єпископа Брно викликало критику з національної точки зору: висувалися звинувачення, що новий єпископ при призначенні на церковні посади віддавав перевагу німецьким священикам, а своїм радником призначив німецького націоналіста Албана Шахлейтера. Негативного сприйняття особистості Гуїн сприяв його круту вдачу і ймовірно недостатнє знання чеської мови.

## Архієпископ Празький
Павло Гуїн був призначений архієпископом Праги 8 грудня 1916 року. На цій посаді Гуїн не зміг заручитися підтримкою чеської громадськості, всі його починання зустрічали сильний опір. Утворення Чехословаччини застало його під час візиту в Хеб, звідки він уже не повернувся до Праги. 19 листопада 1918 року назавжди покинув Чехію. У вересні 1919 року він був звільнений з посади празького архієпископа.